# Floating world
Floating world is het zesde studioalbum van Jade Warrior.
Jade Warrior zag hun vierde (Eclipse) en vijfde (Fifth element) album op de plank belanden en een tournee met Dave Mason bracht ook geen succes. Ze kapte ermee, want Vertigo Records wilde niet met hun verder. De stop was van korte duur want fan Steve Winwood bracht de band onder de aandacht van Chris Blackwell van Island Records. Dit bracht een moeilijke keus met zich mee, want Blackwell zag wel een duo, maar de derde moest afhaken: Glyn Havard. Dat was ook een gevolg van de koers van de muziek, maar tot ene splitsing kwam het. Het duo Duhig/Field begon aan een trip die een viertal muziekalbums opleverden, die nu nog worden gezien als een hoogtepunt binnen het genre en daarbuiten en zeker binnen hun eigen repertoire.
Hoogtepunt binnen het genre leidt direct naar een probleem. De muziek van de vier albums is moeilijk te omschrijven, Westerse en Oosterse muziek, bestaande uit een mengeling van new age, ambient, progressieve rock, wereldmuziek, jazzrock, jazz en klassieke muziek, waarbij af en toe gamelanklanken lijken te klinken. Klassieke muziek is er in de hoedanigheid van een variatie op de opening van Le sacre du printemps van Igor Stravinsky, nu eens niet als moeilijke fagotsolo maar op een breekbare klinkende dwarsfluit. Stevige rock is er in Red Lotus met een Focusachtige opzet (fluit/gitaarspel analoog aan Thijs van Leer/Jan Akkerman). Etnische muziek is te vinden in Monkey chant en Quba. Ambientklanken zijn verspreid over het album, waarvan ambientspecialist Brian Eno een liefhebber was. 
Het album is opgenomen in de Nova Studios en Island Studios in Londen. Thema van het album is de filosofie van Japanner Ukiyo, die een gelijkenis vertoont met Carpe diem (pluk de dag) uit de Westerse filosofie (Leef voor het moment). Aanpassen aan de wisselende omstandigheden valt daar ook onder en dat is terug te vinden in de vele stijlen in de muziek.    

## Musici
- Jon Field – keltische harp, gong, glockenspiel, vibrafoon, Japanse fluit, dwarsfluit, altfluit, congas, belltree, Afrikaanse talking drum, cello, piano, orgel en akoestische gitaar;
- Tony Duhig – elektrische en akoestische gitaar, basgitaar, piano, glockenspiel, orgel en vibrafoon

met
- The Orpington Junior Girls Choir – koor Clouds;
- Coldridge Goode – contrabas op Mountain of fruit and flowers;
- David Duhig – gitaar op Monkey chance
- Skalia Kanga – harp
- Martha Mdenge – zang Quba
- Chris Carran, John Deacon – slagwerk

## Muziek
| Nr. | Titel                                        | Duur |
| --- | -------------------------------------------- | ---- |
| 1.  | Clouds (Field, Duhig)                        | 2:52 |
| 2.  | Mountain of fruit and flowers (Field, Duhig) | 3:16 |
| 3.  | Waterfall (Field, Duhig)                     | 5:59 |
| 4.  | Red lotus (Field, Duhig)                     | 4:34 |
| 5.  | Clouds (Field, Duhig)                        | 1:25 |
| 6.  | Rain flower (Field, Duhig)                   | 2:46 |
| 7.  | Easty (Field, Duhig)                         | 5:26 |
| 8.  | Monkey chant (traditional)                   | 2:22 |
| 9.  | Memories of a distant sea (Field, Duhig)     | 3:37 |
| 10. | Quba (Field, Duhig, Mdenge)                  | 4:13 |